# Richard Causton, 1. Baron Southwark

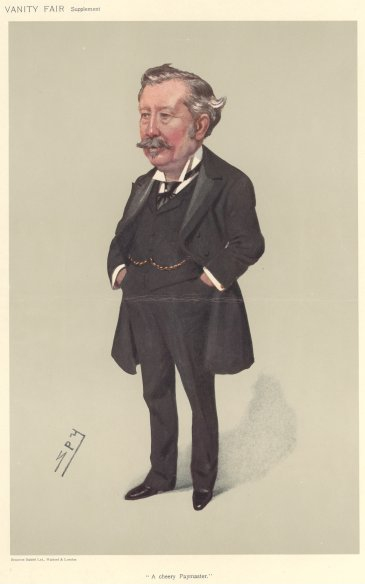
„Ein fröhlicher Paymaster“
Karikatur von Leslie Ward (Spy) im Vanity Fair, Juni 1906.

Richard Knight Causton, 1. Baron Southwark (* 25. September 1843; † 23. Februar 1929) war ein britischer Politiker der Liberal Party, der 27 Jahre lang Abgeordneter des House of Commons und Paymaster General war.

## Leben
Causton war der Sohn eines Verlegers und war Mitarbeiter des von seinem Vater gegründeten Unternehmens Sir Joseph Causton and Sons Ltd.
Am 31. März 1880 wurde Causton als Kandidat der Liberal Party erstmals als Abgeordneter in das House of Commons gewählt und vertrat dort bis zum 24. November 1885 den Wahlkreis Colchester. Am 17. Februar 1888 wurde er wiederum zum Mitglied des Unterhauses gewählt und vertrat nunmehr bis zum 15. Januar 1910 als Nachfolger von Arthur Cohen den Wahlkreis Southwark West.
Während der Amtszeiten der Premierminister William Ewart Gladstone und Archibald Primrose war Causton zwischen August 1892 und Juni 1895 als einer der Lords of the Treasury tätig. 1905 wurde er von Premierminister Henry Campbell-Bannerman als Generalzahlmeister (Paymaster General) in dessen Regierung berufen und bekleidete dieses Amt auch unter Campbell-Bannermans Nachfolger H. H. Asquith bis zu seiner Ablösung durch Ivor Guest, Baron Ashby St Ledgers 1910. 1906 wurde er auch zum Privy Counsellor ernannt.
Nach seinem Ausscheiden aus der Regierung wurde Causton durch ein Letters Patent vom 13. Juli 1910 als Baron Southwark, of Southwark in the County of London in den erblichen Adelsstand erhoben und gehörte damit bis zu seinem Tod dem House of Lords als Mitglied an. Er war darüber hinaus zeitweilig Lieutenant der City of London sowie 1913 Präsident der London Chamber of Commerce, der Handelskammer Londons.
Da seine am 10. August 1871 mit Selina Mary Chambers († 1932), Tochter von Thomas Chambers, der 25 Jahre lang ebenfalls Unterhausabgeordneter war, geschlossene Ehe kinderlos blieb, erlosch mit seinem Tod 1929 der Adelstitel Baron Southwark.